# جائزة بلجيكا الكبرى 1984
جائزة بلجيكا الكبرى 1984 هو سباق فورمولا 1 أقيم بتاريخ 29 أبريل 1984 في ليمبورغ. كان الثالث من أصل 16 في بطولة العالم لسباقات الفورمولا واحد موسم 1984. حلّ الإيطالي ميكيلي ألبوريتو أولا بينما جاء البريطاني ديريك وارويك في المركز الثاني وحصل على المركز الثالث الفرنسي رينيه أرنو.

## وصلات خارجية
- الموقع الرسمي